# Türkische Militärintervention in Libyen
Eine Türkische Militärintervention in Libyen begann im Januar 2020 mit der Entsendung türkischer Truppen in das Bürgerkriegsland Libyen. Die Türkei stützte damit die von den Vereinten Nationen als legitime Regierung Libyens anerkannte Regierung der Nationalen Übereinkunft (GNA) mit Sitz in Tripolis gegenüber dem von General Chalifa Haftar dominierten Abgeordnetenrat im Zweiten Libyschen Bürgerkrieg. Neben dem Einsatz eigener Truppen setzte die Türkei auch schon davor ausländische Söldner ein und rüstete die Regierung mit u. a. Drohnen aus. Mit Hilfe der Türkei konnte die Regierung die Situation stabilisieren und nach einem Waffenstillstandsabkommen zwischen den Kriegsparteien im August 2020 beherrscht die GNA (bzw. ihr Nachfolger die Regierung der Nationalen Einheit, GNU) den Westteil des Landes, während die Truppen von General Haftar das Zentrum und den Osten kontrollieren.
Die türkische Militärintervention in Libyen wird hauptsächlich als Versuch interpretiert, sich im Rahmen der Doktrin „Blaues Vaterland“ (Türkisch: Mavi Vatan) Zugang zu Ressourcen im östlichen Mittelmeer zu sichern und vorteilhafte Seegrenzen festzulegen. Dafür hat die türkische Regierung als Schutzmacht der GNA mit dieser im November 2019 ein Abkommen über Seegrenzen mit Libyen im Mittelmeer geschlossen, welches von Ländern wie Israel, Zypern und Griechenland nicht anerkannt wird. Die Intervention hat die Türkei auch in Konflikt mit anderen Mächten wie Frankreich und Russland gebracht, die den Machtanspruch von General Haftar unterstützen. Die völkerrechtliche Legitimität des Einsatzes und der türkischen Abkommen mit der GNA-Regierung wurde zudem angezweifelt und der Türkei wurde vorgeworfen, durch den Einsatz von Kindersoldaten gegen internationales Kriegsrecht verstoßen zu haben.

## Vorgeschichte
Die Küste Libyens stand von Mitte des 16. Jahrhunderts bis zum Ende des Italienisch-Türkischen Kriegs und dem Frieden von Ouchy (1912) unter der Kontrolle des Osmanischen Reiches. Nach dem Ende des Zweiten Weltkriegs wurde Libyen 1951 von Italien unabhängig und nach einem Militärputsch ab 1969 von General Muammar al-Gaddafi regiert. Die libysch-türkischen Beziehungen waren unter Gaddafi angespannt, da dieser die Unabhängigkeit der Kurden unterstützte, was Irritationen in Ankara auslöste. Die Türkei gehörte zu den Ländern, die sich an dem Internationalen Militäreinsatz in Libyen 2011 beteiligten, der Gaddafi nach über 40 Jahren von der Macht verdrängte, auch wenn die Türkei anfangs noch gegen eine Intervention war. Nach dem Sturz Gaddafis brach schon bald ein neuer Bürgerkrieg um die Macht im Land aus. Der libysche Abgeordnetenrat und die Libyschen Nationalarmee (LNA) unter General Haftar kämpften gegen die Regierung der Nationalen Übereinkunft (GNA) unter Führung von Fayiz as-Sarradsch, wobei sich durch das Chaos auch andere Akteure wie der Islamische Staat im Land ausbreiten konnten.
General Haftar gilt als enger Verbündeter Russlands und konnte auch die Unterstützung Frankreichs, Ägyptens und der Vereinigten Arabischen Emirate gewinnen. Die GNA steht dagegen den Muslimbrüdern nahe, welche von der Türkei unter der islamisch-konservativen Regierung von Recep Tayyip Erdoğan unterstützt werden. Bei einer Niederlage der GNA wären außerdem die Investitionen türkischer Unternehmen in Gefahr, die in den von der GNA kontrollierten Gebieten gemacht wurden.

## Ablauf

Territoriale Situation vor der türkischen Intervention (Januar 2020)

Schon vor dem Beginn der Militärintervention begann die türkische Regierung die GNA mit der Entsendung von Söldnern und Waffenlieferungen zu unterstützen. Die türkische Regierung begann im Dezember 2019 erstmals damit, Söldner der Syrischen Nationalen Armee (SNA) zu entsenden, zunächst 300 Kämpfer. Bis Mitte 2020 wurden 18.000 syrische Kämpfer nach Libyen geschickt, darunter 350 Minderjährige, davon wurden 481 getötet (darunter 34 mutmaßliche Kindersoldaten). Bei den Syrern handelt es sich häufig um syrische Turkmenen, die häufig bereits auch schon im Bürgerkrieg in Syrien gekämpft haben. Söldner aus Syrien erhielten Berichten zufolge von der Türkei ein Gehalt von 2000 US-Dollar pro Monat. Es sollen auch 10.000 radikale Dschihadisten, darunter ehemalige IS-Kämpfer von der Türkei und mit ihr verbündeten Milizen in Libyen eingesetzt worden sein.
Zu Beginn des Jahres 2020 stand General Haftar vor einem Sieg im libyschen Bürgerkrieg und Tripolis drohte die Einnahme durch Haftars Verbündete. Die Große Nationalversammlung der Türkei genehmigte in Reaktion darauf am 2. Januar 2020 eine Militärintervention und erteilte ein einjähriges Mandat für die Entsendung von Truppen nach Libyen, das später verlängert wurde. Laut Präsident Erdogan erfolgte der Einsatz auf Einladung und Wunsch der libyschen GNA-Regierung. Die Entsendung türkischer Truppen nach Libyen begann am 5. Januar. Als erstes erreichten Mitarbeiter des türkischen Geheimdienstes Millî İstihbarat Teşkilâtı das Land. Am 25. Februar bestätigte Präsident Erdoğan, dass zwei türkische Soldaten in Libyen getötet worden seien. Er gab außerdem an, dass als Vergeltungsmaßnahme 100 Kämpfer der LNA getötet worden seien.
Der Ministerpräsident der GNA, Sarradsch, kündigte am 25. März 2020 die Operation „Friedenssturm“ an, wobei türkische Drohnen und Geheimdienste die Operation maßgeblich unterstützten. Mitten im Beginn der COVID-19-Pandemie kam es zu heftigen Kämpfen, bei denen die GNA die LNA von General Haftar zurückdrängen konnte. Mit Unterstützung türkischer Drohnen eroberten die GNA-Truppen am 13. April die Sabrata und weitere Küstenstädte zurück und verbanden das von der GNA kontrollierte Gebiet wieder mit der Grenze zu Tunesien, ein bedeutender taktischer Erfolg. Berichten zufolge forderten türkische Angriffe schwere Verluste und zerstörten Militärfahrzeuge, die Haftars Truppen von den Vereinigten Arabischen Emiraten zur Verfügung gestellt worden waren.
Veröffentlichte Fotos, darunter Fotos des türkischen Verteidigungsministeriums, zeigten, dass die Türkei M60-Panzer, T-155 Fırtına-Panzerhaupitze und T-122 Sakarya-Mehrfachraketenwerfer nach Libyen transferiert hat, die von türkischen Handelsschiffen und Flugzeugen geliefert wurden. Im Mai 2020 sollen türkische Drohnen Berichten zufolge drei russische Pantsir-Raketensysteme zerstört haben. Für Haftar sind auch Kämpfer der Gruppe Wagner im Einsatz.
Bis zum 6. Juni 2020 hatte die GNA Haftars Truppen erfolgreich aus ganz Tripolis vertrieben und mit Unterstützung der Türkei die LNA-Hochburg Tarhuna eingenommen. Die Niederlagen besorgten die Unterstützer Haftars und Ägyptens Präsident Abd al-Fattah as-Sisi drohte bei einer Einnahme von Sirte durch die GNA als „rote Linie“ mit einer Militärintervention.
Am 21. August 2020 erklärten sowohl die GNA als auch die LNA einen Waffenstillstand.
Im Oktober 2020 deckten The Guardian, Bellingcat, Lighthouse Reports, Stern, ARD und elDiario.es in einer gemeinsamen Untersuchung regelmäßige Flüge von Frachtflugzeugen auf, die Waffen und Personal zwischen türkischen und libyschen Flughäfen transportierten.
Im Mai 2021 forderte die libysche Außenministerin Nadschla al-Mangusch der Regierung von Abdul Hamid Dbeiba (dem Nachfolger der GNA) in einer Pressekonferenz mit dem türkischen Außenminister Mevlut Cavusoglu die Türkei auf, die UN-Resolutionen einzuhalten und die türkischen Truppen und Söldner abzuziehen. Der türkische Außenminister antwortete, dass die Streitkräfte im Rahmen eines mit der vorherigen GNA-Regierung geschlossenen Ausbildungsabkommens im Land seien.
Am 23. Oktober 2022 unterzeichnete die türkische Regierung mit der GNU-Regierung in Tripolis eine Absichtserklärung über die Ausbeutung von Rohstoffvorkommen in libyschen Hoheitsgewässern. Schon drei Jahre davor hatte die Türkei mit der Vorgängerregierung ein Abkommen über die Aufteilung der Seegrenzen geschlossen, das von zahlreichen Mittelmeeranrainerstaaten nicht anerkannt wurde.
Im Dezember 2023 genehmigte das türkische Parlament die Verlängerung des Einsatzes der türkischen Streitkräfte in Libyen um zwei weitere Jahre ab dem 2. Januar 2024. Mitte 2024 beschränkte sich die türkische Präsenz im Land auf einige Militärstützpunkte und sowohl die Türken als auch Russen bemühten sich laut einer Einschätzung der Stiftung Wissenschaft und Politik darum, möglichst unauffällig zu bleiben. Weiterhin befinden sich tausende Söldner aus Syrien, Russland und weiteren Ländern im Land.

## Internationale Reaktionen
Ghassan Salame, der UN-Sondergesandte für Libyen, warf ausländischen Mächten wie der Türkei oder den Vereinigten Arabischen Emiraten im Dezember 2020 vor, den Bürgerkrieg in Libyen durch die Lieferung von Waffen zu verlängern. Ausländische Mächte würden „routinemäßig und manchmal unverhohlen Waffen liefern, ohne sich viel Mühe zu geben, die Quelle zu verschleiern“ und so gegen das UN-Waffenembargo für Libyen verstoßen. NATO-Generalsekretär Jens Stoltenberg sagte, dass die NATO die Arbeit der Vereinten Nationen zur Suche nach einer politischen Lösung für die Krise voll und ganz unterstütze, und forderte alle Parteien in Libyen und Mitglieder der internationalen Gemeinschaft auf das Waffenembargo der Vereinten Nationen an die Kriegsparteien zu respektierten. Josep Borrell, EU-Außenbeauftragter, sprach sich im Januar 2020 gegen die Intervention der Türkei in Libyen aus.
Unter den Unterstützern von General Haftar sorgte die Intervention der Türkei für Verärgerung. Frankreichs Präsident Emmanuel Macron sagte, sein Land werde die bewaffnete Einmischung der Türkei in Libyen nicht tolerieren, und warf Ankara vor, „ein gefährliches Spiel“ zu spielen. Der Außenminister der Vereinigten Arabischen Emiraten verurteilte die Intervention und bezeichnete sich als „negativ für die Stabilität im Mittelmeer“. Ähnlich äußerten sich auch Offizielle aus Saudi-Arabien und Ägypten.